# Kígyónyelv (növénynemzetség)
A kígyónyelv vagy siklónyelv (Ophioglossum) a kígyónyelvpáfrányok rendjébe és a kígyónyelvfélék családjába tartozó nemzetség.
E növénynemzetség fajainak van minden ismert élőlény közül a legtöbb kromoszómája, összesen 1262.

## Fajok
A lista nem teljes.
- Ophioglossum azoricum – azori kígyónyelv[1]
- Ophioglossum californicum
- Ophioglossum concinnum
- Ophioglossum crotalophoroides
- Ophioglossum engelmannii
- Ophioglossum falcatum
- Ophioglossum lusitanicum – ibériai kígyónyelv[1]
- Ophioglossum nudicaule
- Ophioglossum palmatum – ujjas kígyónyelv[1]
- Ophioglossum pendulum – csüngő kígyónyelv[1]
- Ophioglossum petiolatum
- Ophioglossum polyphyllum – apró kígyónyelv[1]
- Ophioglossum pusillum
- Ophioglossum reticulatum
- Ophioglossum vulgatum – közönséges kígyónyelv[1]